# Kořenová čistírna odpadních vod

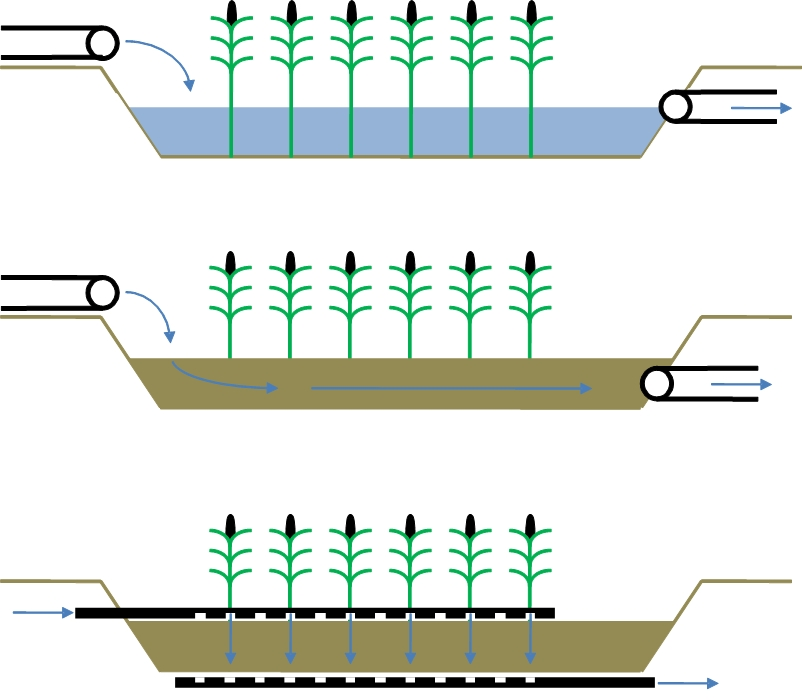
Schémata kořenových čistíren: horizontální průtok nádrží s vodou, horizontální průtok pod povrchem, vertikální průtok čistírnou

Kořenová čistírna odpadních vod je typ čistírny odpadních vod, který k rozkladu biologických nečistot využívá činnost anaerobních bakterií, žijících na kořenech vodních rostlin. Odpadní voda prochází uměle vytvořeným mokřadem (rákosinou) a tam se čistí.
K osazení kořenové čistírny se v klimatických podmínkách Česka používají nejčastěji rákos obecný a chrastice rákosovitá, dále se dají využít například zblochan vodní, orobinec širokolistý, kosatec žlutý, blatouch bahenní či tužebník jilmový. Tento typ čističek je ekologicky i energeticky velmi příznivý a může dokonce působit esteticky. Hlavní nevýhodou je poměrně velká plocha, kterou čistírna zabírá: udává se asi 4 až 5 čtverečních metrů na odpadní vody vytvořené jedním člověkem.
Kořenové čistírny odpadních vod jsou jedním ze dvou hlavních typů umělých mokřadů. Umělé mokřady jsou určeny k čištění odpadních vod, šedých vod, srážkových vod nebo průmyslových odpadních vod. Mohou být také navrženy pro rekultivaci půdy po těžbě nebo jako zmírňující rekultivace pro přírodní oblasti ztracené územním rozvojem. Vybudované mokřady jsou uměle vytvořené systémy, které využívají přirozené funkce vegetace, půdy a organismů k sekundárnímu čištění odpadních vod. Návrh vybudování mokřadu je nutné upravit podle typu čištěné odpadní vody. Vybudované mokřady jsou použity v centralizovaných i decentralizovaných systémech odpadních vod. Podobně jako přírodní mokřady fungují i vybudované mokřady fungující za účelem čištění odpadních vod jako bio filtr a mohou z vody odstraňovat řadu znečišťujících látek (jako jsou organické látky, živiny, patogeny, těžké kovy). Vybudované mokřady jsou určeny k odstraňování látek znečišťujících vodu, jako jsou nerozpuštěné látky, organické látky a živiny (dusík a fosfor). Existují dva hlavní typy umělých mokřadů. Umělé mokřady s povrchovým průtokem a umělé mokřady s podpovrchovým průtokem. Druhý jmenovaný typ se nazývá také kořenová čistírna odpadních vod a v tomto hesle se budeme věnovat primárně tomuto typu.

## Terminologie
Systémy s podpovrchovým průtokem jsou nazývány také systémy bez volné hladiny, nebo také kořenové čistírny odpadních vod. Podle průtoku jsou rozděleny na umělé mokřady s horizontálním průtokem a s vertikálním průtokem. Název „kořenová čistírna odpadních vod (KČOV)“ vznikl podle anglického pojmenování, které vzniklo v 70. a 80. letech 20. století a znělo „Root Zone Methods“.
Hlavním rozdílem mezi KČOV s horizontálním průtokem a vertikálním průtokem je mimo směr průtoku odpadní vody v tom, že do horizontálního systému přitéká odpadní voda kontinuálně. V případě vertikálního systému je přerušovaně dávkována na povrch filtrační lože. Pro fungování vertikálních systémů jsou nutné čerpadla a rozvodná zařízení. Horizontální systémy oproti tomu naopak fungují na gravitačním principu. Oba typy byly vyvinuty v Německu v polovině 60. let 20. století. V současnosti se používají kombinace vertikálního a horizontálního systému, případně dalších typů umělých mokřadů. Souhrnně jsou v literatuře tyto systémy označeny jako „kombinované“ či „hybridní“.

## Využití
V současnosti začíná být KČOV velmi oblíbená pro svou provozní nenáročnost a nulovou spotřebu energie v ČR i zahraničí. Její využití je široké – pro čištění odpadních vod z kanalizací, individuálních objektů, veřejných objektů, některých průmyslových odvětví, dešťových vod, bazénů a dalších.

### KČOV s horizontálním průtokem

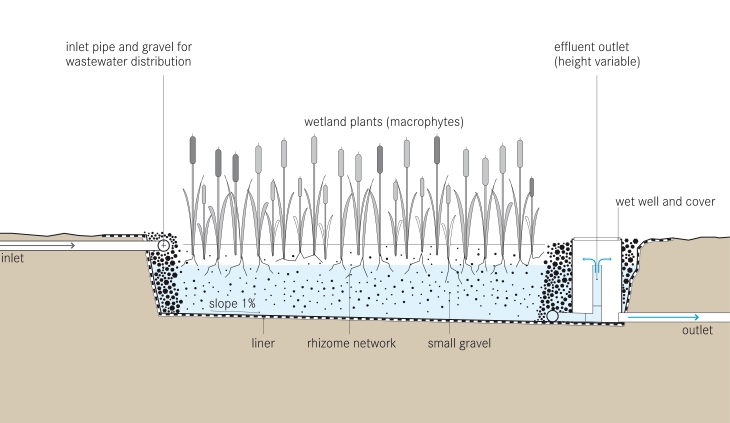
Schéma horizontální kořenové čistírny odpadních vod

Tento typ je pravděpodobně stále nejčastěji využíván pro čištění městských splaškových vod. KČOV lze využít i v případě velmi nízkých vstupních koncentrací organických látek, proto jsou pro čištění splaškových vod velmi výhodné a jsou použitelné i tam, kde jsou klasické čistírny používány jen stěží. V současnosti se tento typ využívá pro všechny druhy odpadních vod, a to včetně vod průmyslových, zemědělských, splachů a průsaků ze skládek pevného odpadu.

### KČOV s vertikálním průtokem

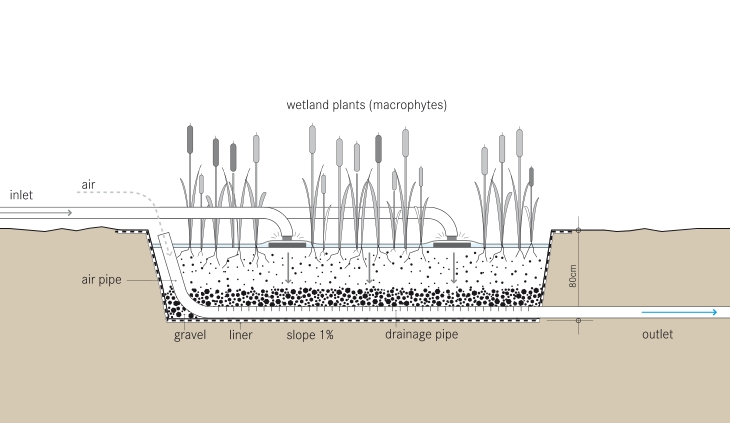
Schéma vertikální kořenové čistírny odpadních vod

Původně nebyly navrženy jako samostatný stupeň čištění, ale jako předčištění pro kořenové čistírny s horizontálním průtokem. Na rozdíl od nich je zde odpadní voda čerpána přerušovaně na povrch filtrů. Většina těchto systémů je navržena jako malé domovní čistírny. V poslední době se nicméně začaly i vertikální KČOV využívat pro různé typy odpadních vod – především pro eliminaci amoniaku. Tento typ velmi dobře odstraňuje organické a nerozpuštěné látky a amoniak. Ten je ale pouze oxidován na dusičnany bez možnosti redukce na plynné formy. To je způsobeno přítomností kyslíku ve filtrační loži.

## Technologie

### Předčištění
Důležitou součástí KČOV je mechanické předčištění. To se liší na základě typu odpadních vod, v případě městských splašků na typu kanalizace. Cílem je odstranění velkých plovoucích nebo sunoucích se předmětů a částic. Pokud se tyto nerozpuštěné látky neodstraní, mohou ucpat filtrační lože. V případě domovních čistíren postačí biologický septik. V případě malých obcí je nutno přihlédnout na typ kanalizačních sítí. Obecní KČOV může mít vybudovány buď oddílné nebo jednotné kanalizační soustavy. To znamená, že oddílná odvádí stokovou dešťovou a splaškovou odpadní vodu dvěma samostatnými sítěmi. Splašková kanalizace ústí v čistírně odpadních vod a dešťová kanalizace ústí samostatně do vodního toku. Zde se nejčastěji používá kombinace česlí a štěrbinové nádrže. V České republice je mnohem rozšířenější jednotná kanalizace, který odvádí na čistírnu oba typy vod. Tento typ může být negativně ovlivněn při náhle zvýšeném průtoku velkých vod z přívalových srážek a jiných nárazových vlivů. Je proto nutné už před vlastní čistírnou vytvořit odlehčovací objekty pro přebytečnou vodu pro zabránění hydraulického přetížení KČOV. K tomuto účelu se vytváří odlehčovací přepadové komory s přímým, šikmým nebo bočním přelivem. V případě jednotné stokové sítě se nejčastěji využívá kombinace česlí, lapáku písku a štěrbinové nádrže nebo septiku.

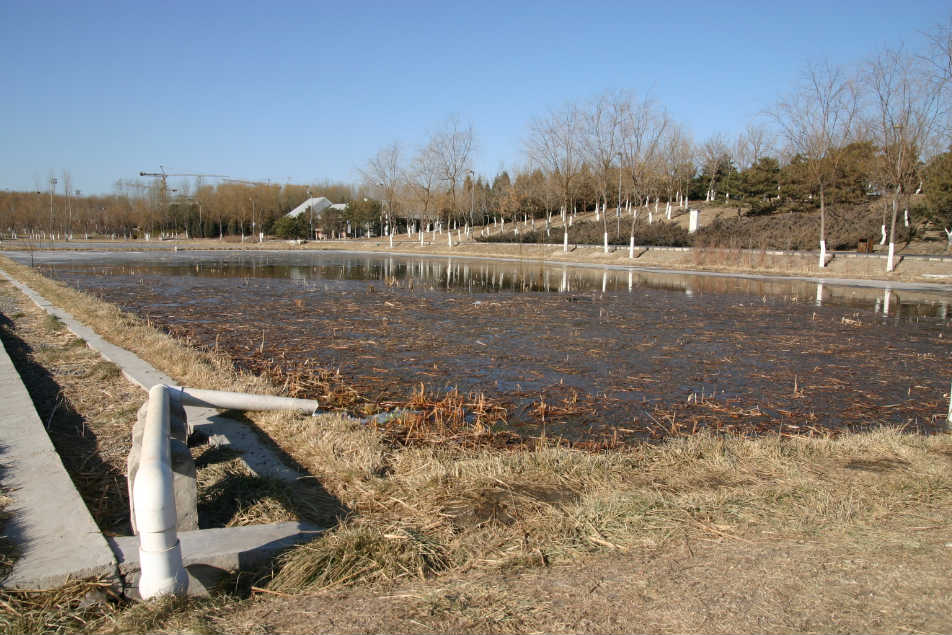
Čistírna u olympijského parku v Číně

### Filtrační lože
Filtrační lože jsou většinou 60-80 cm hluboká a aby nedošlo k ucpávání, musí být substrát dostatečně propustný. V současné době je nejvíce využívaný kačírek o zrnitosti 4/8 nebo 8/16, praný štěrk, případně drcené kamenivo. Je lepší použít pouze jeden druh frakce proto, aby nedošlo ke zkratovým proudům ve filtračním loži. Je bezpodmínečně nutné, aby na použitém materiálu nebyl prach, ani zemina. Proto je v případě štěrku nutné použít vždy praný štěrk. Rozvodné a sběrné zóny jsou vyplněny hrubým kamenivem, aby se odpadní voda dobře rozvedla. Filtrační lože je odděleno podloží nepropustné vrstvy, což brání nekontrolovatelnému vsakování do podloží a následnému znehodnocování podzemní vody. Co se týče velikosti, pro městské i domovní splašky se počítá s asi 5 m2 na jednoho připojeného obyvatele.

### Odstranění nečistot
Následující úprava je založena na různých biologických a fyzikálních procesech, jako je filtrace, adsorpce nebo nitrifikace. Nejdůležitější je biologická filtrace přes biofilm aerobních nebo fakultativních bakterií. Hrubý písek ve filtračním loži poskytuje povrchy pro mikrobiální růst a podporuje adsorpční a filtrační procesy. Pro tyto mikroorganismy musí být přísun kyslíku dostatečný. Zejména v teplém a suchém klimatu jsou účinky evapotranspirace a srážek významné. V případech ztráty vody je mokřad s vertikálním tokem výhodnější než horizontální kvůli nenasycené horní vrstvě a kratší době zdržení, ačkoli systémy vertikálního toku jsou více závislé na vnějším zdroji energie. Evapotranspirace (stejně jako srážky) je brána v úvahu při navrhování systému horizontálního proudění. Pokud se čistí černá nebo domovní odpadní voda, může mít nahnědlou nebo nažloutlou barvu. Upravená šedá voda je obvykle bezbarvá. Tato očištěná voda splňuje normy úrovně patogenů pro bezpečné vypouštění do povrchových vod. Vyčištěná domácí odpadní voda může vyžadovat terciární čištění v závislosti na tom, na co ji plánujeme dále využít. Velkou roli v čisticím procesu hraje vegetace.

### Vegetace

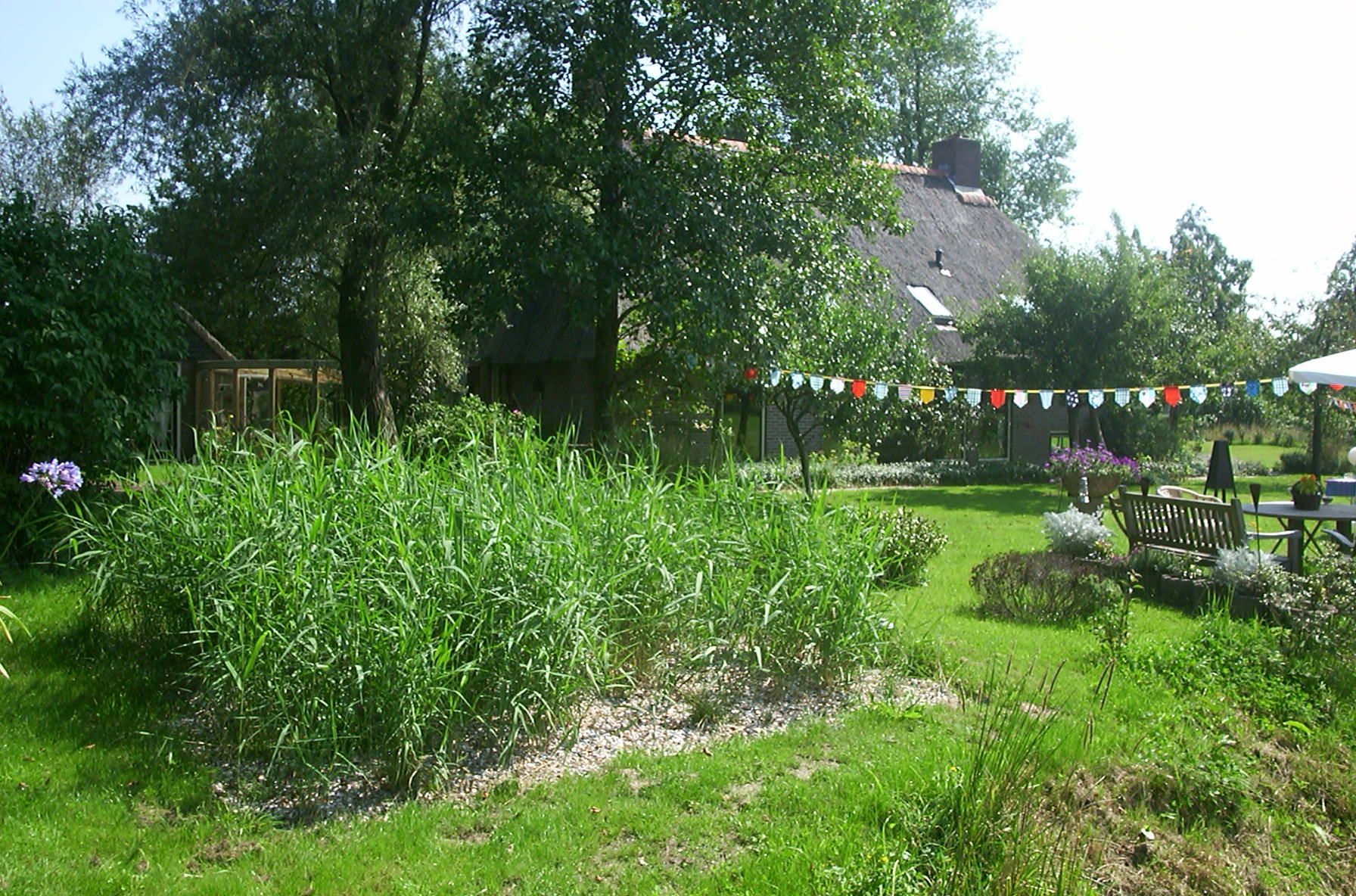
Domácí čistírna v Nizozemsku

Nejčastěji se vysazují mokřadní rostliny, které rychle rostou a vytvářejí velké množství biomasy. Dalším kritériem je jejich schopnost maximálně využít dostupné živiny. Rostliny jsou velmi důležité pro zajištění dostatečného množství kyslíku pro aerobní odstraňování organických látek v kořenech.  Nejčastěji se vysazuje:
- rákos obecný, ale i další druhy jako například:

- orobinec širokolistý (Typha latifolia)
- orobinec úzkolistý (Typha angustifolia)
- chrastice rákosovitá (Phalaris arundinacea)
- skřípinec jezerní (Schoenoplectus lacustris)
- sítina rozkladitá (Juncus effusus)
- kosatec žlutý (Iris pseudacorus) [4]

## Provoz a údržba
Investiční náklady včetně předčištění se pohybují kolem od 5–25 tisíc Kč za jednoho připojeného obyvatele. Jelikož KČOV ve srovnání s klasickými čistírnami nevyžaduje elektrickou energii ani neobsahuje žádné mechanické části, které by se mohly opotřebovávat, je provoz většinou o 2/3 levnější. Je zapotřebí minimální úprava, a proto i náklady na provoz jsou minimální. Základem pro správné fungování je na konci zimního období posekat vegetaci, popřípadě na jaře sklidit a zkompostovat biomasu. Pravidelně kontrolovat a případně vyvážet septik či štěrbinovou nádrž, čistit česla a kontrolovat výšku vodní hladiny. Je třeba dvakrát ročně dělat rozbory. Také je potřeba vždy v rozmezí 7–15 let vyměnit štěrk.

## Legislativa
Zařazení KČOV se legislativně různí podle toho, zda je procházející voda dále využitá jako užitková, nebo je vypuštěna do kanalizace, případně vodního toku. V případě pochybností, zda KČOV je vodní stavba, rozhodne místně příslušní vodoprávní úřad, který rozhoduje také o vydání povolení a připojuje podmínky nezbytné pro platnost povolení.
Pokud je na základě zákona č. 254/2001 Sb. rozhodnuto, že KČOV je vodním dílem, vztahují se na provozovatele povinnosti provozovatele vodního díla. To znamená, že musí mít zpracován projekt domovní čistírny, na jehož základě získá vodoprávní povolení stavby. Součástí povolení bývá povolení uvedeného vodního díla a také povolení k nakládání s odpadními vodami. Následuje kolaudace, po které je povolen zkušební provoz. Po vyhodnocení zkušebního provozu následuje trvalý provoz. Během obou provozů je třeba dokládat kvalitu čištění rozborem vzorků na odtoku. Pokud jsou předčištěné odpadní vody zasakovány drenážním potrubím do podzemních vod, je nutné mít také hydrogeologické posouzení, že v místě vypouštění nedojde ke znehodnocení podzemních vod.

## Současný stav KČOV v České republice
První kořenová čistírna odpadních vod byla v České republice uvedena do provozu v roce 1989. Ve většině evropských zemí, včetně České republiky, se KČOV v prvních letech setkaly s nedůvěrou úřadů v souvislosti s jednoduchostí systému. V současné době je v České republice v provozu více než 280 KČOV, které jsou víceméně všechny navrženy s horizontálním podpovrchovým průtokem. I přesto, že v 90. letech 20. století se stavěly primárně obecní čistírny ve velikostní kategorii 50–500 EO (připojených obyvatel), dnes se staví převážně domovní čistírny. Největší KČOV jsou v Osové Bítýšce (1000 připojených obyvatel), v Čisté u Rakovníka (800 obyvatel) a Obecnici u Příbrami.

## Další fotografie

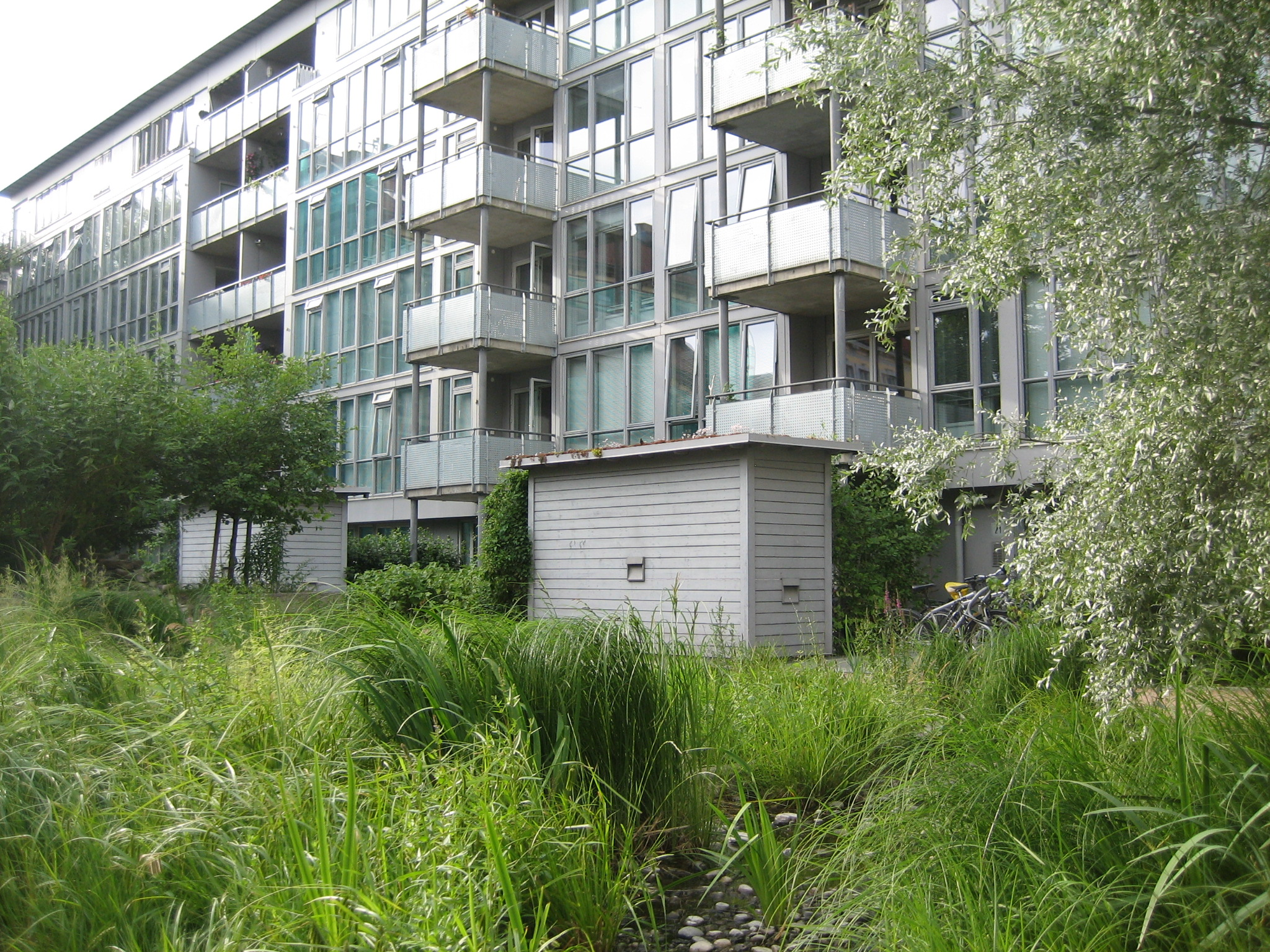
Čistírna vedle obytných domů v Oslu
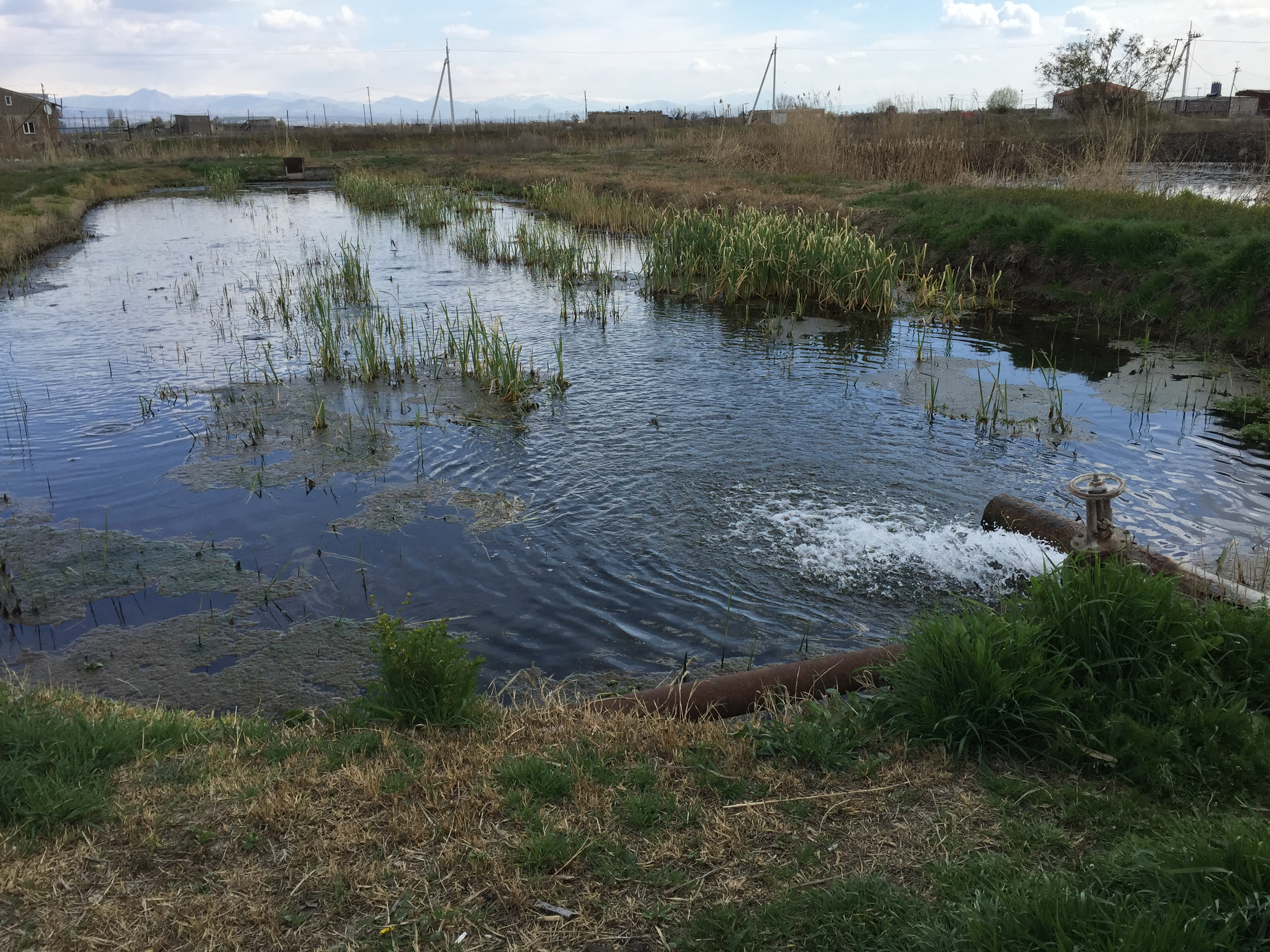
Čistírna v Arménii
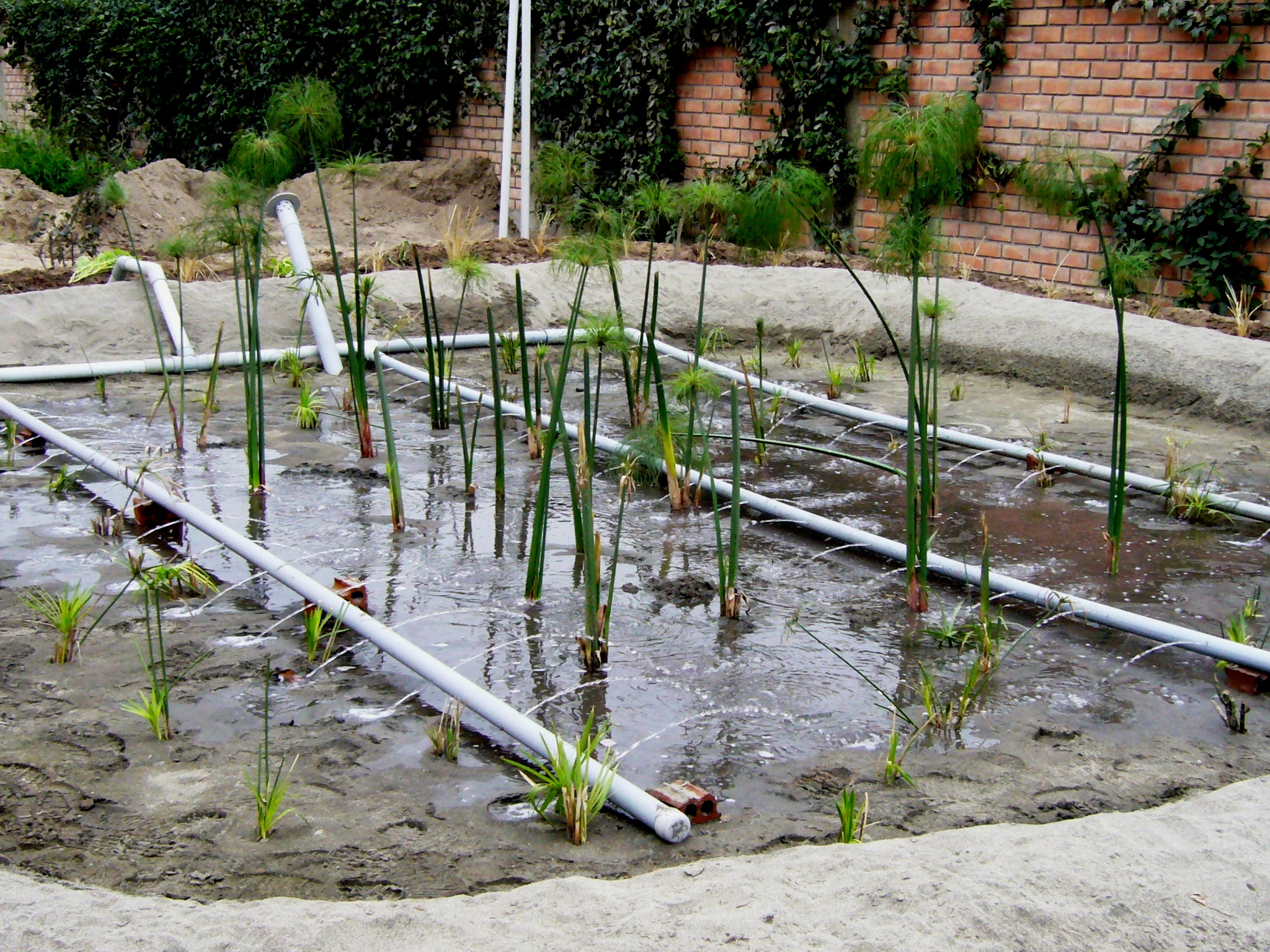
Testování účinnosti v Brazílii
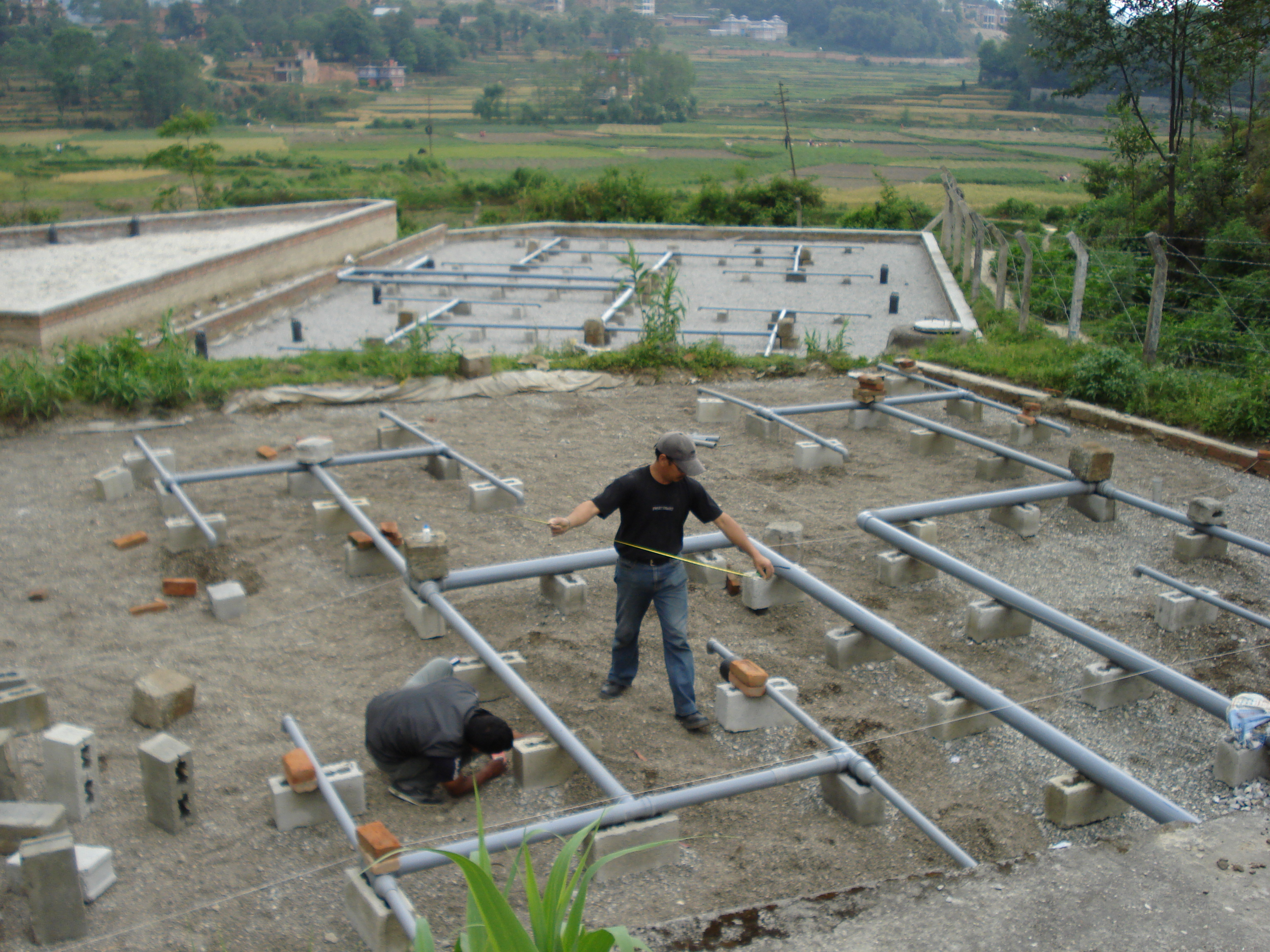
Výstavba čistírny v Nepálu